# Erable
L'erable (Acer platanoides) és un arbre de la família de les Sapindaceae. És una espècie vegetal autòctona de l'àrea compresa entre França i Rússia, i entre el sud d'Escandinàvia i el nord de l'Iran. El seu lloc d'origen és el Nord i Centre Europa i d'algunes zones muntanyoses del sud. Aquí, als Països Catalans, el podem trobar de forma silvestre en alguns punts del Pirineu, entre els 400 i els 1.800 metres d'altitud. També pot rebre els noms d'auró, blada i plàtan.

## Descripció
És un arbre caducifoli, polígam-dioic, de port alt, arribant fins als 25 m d'alçada. Fa una capçada arrodonida o ovalada i l'escorça del tronc és més aviat de color marró bru i fissurada.
Les fulles presenten un pecíol llarg i de color vermellós, són palmatilobades i el marge és recorregut per dents espaiades i acuminades. Les fulles són verdes per ambdues cares i manquen de pilositat (glabres).
Normalment, les flors són unisexuals i es presenten en raïms curts i pènduls. Els fruits són dues sàmares divergents que maduren a finals d'estiu i es dispersen pel vent a la tardor.

## Taxonomia
Acer platanoides va ser descrita per Carl von Linnaeus i publicada a Species Plantarum 2: 1055. 1753. (1 maig 1753) (Sp. Pl.) El nom Acer procedeix del nom llatí ǎcěr, -ĕris (afilat), en referència a les puntes característiques de les fulles o a la duresa de la fusta que, suposadament, es feia servir per a fabricar llances. i platanoides significa semblant a l'arbre del plàtan d'ombra (Platanus x hispanica).

## Galeria

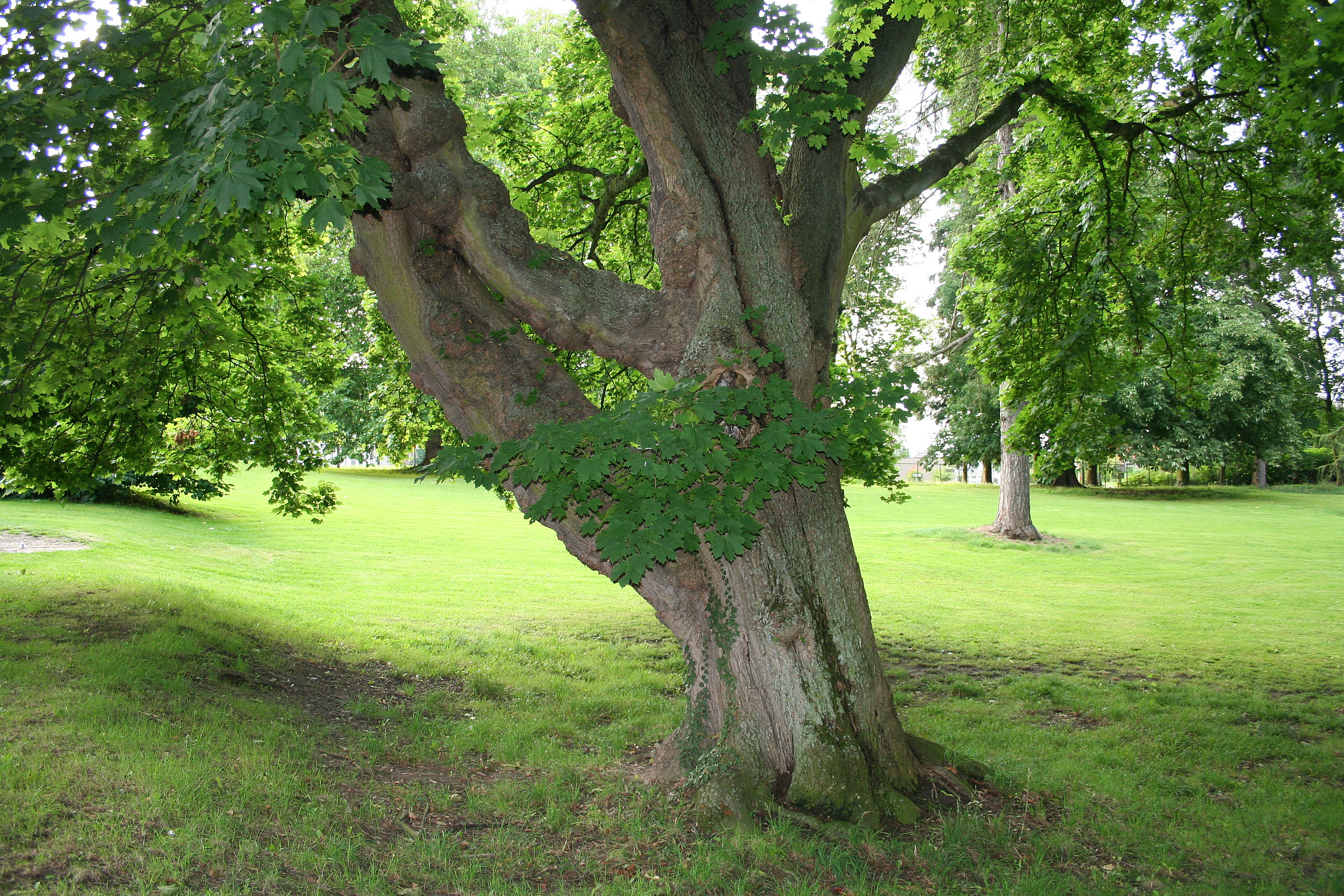
Vista de l'arbre.
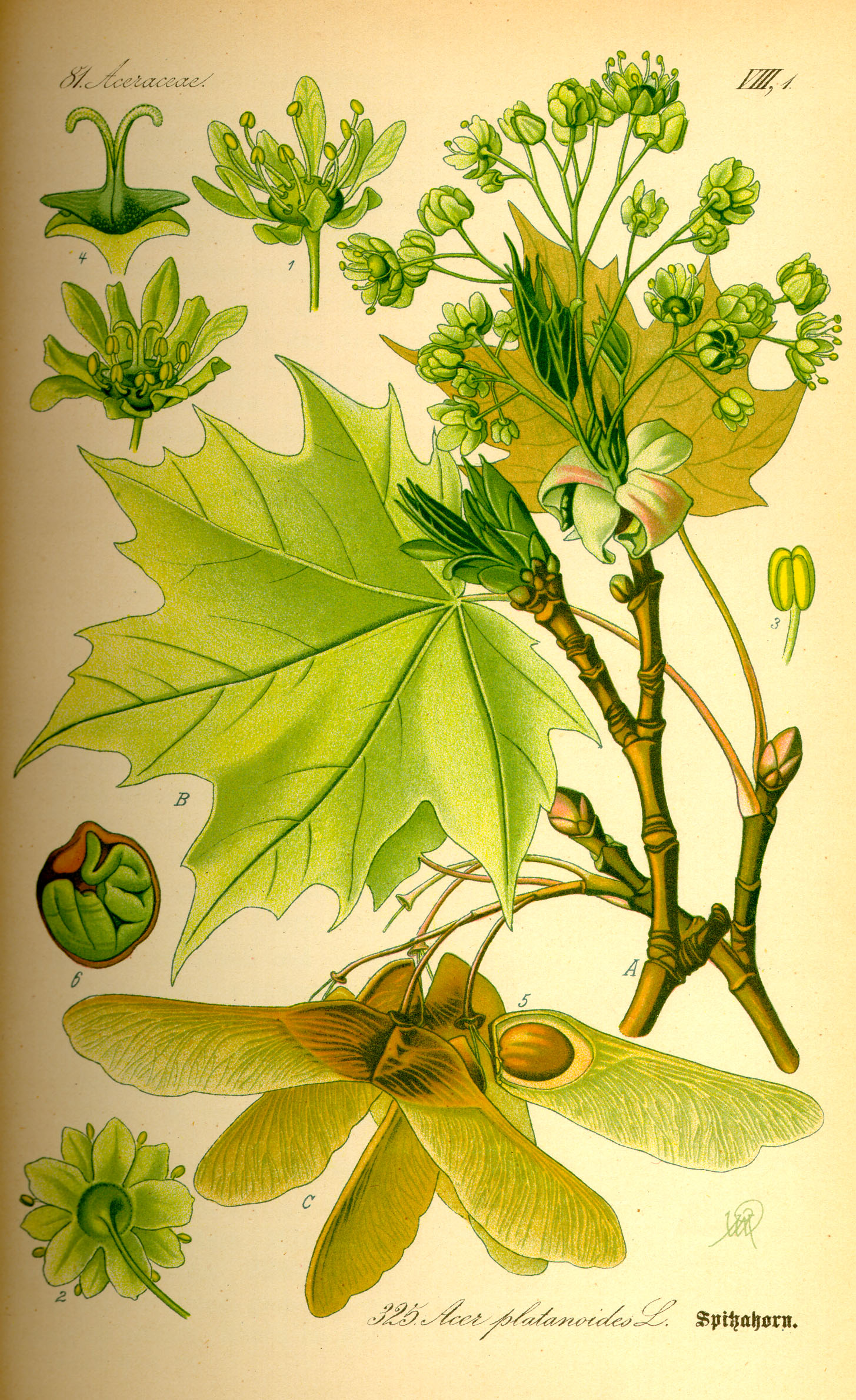
Il·lustració.
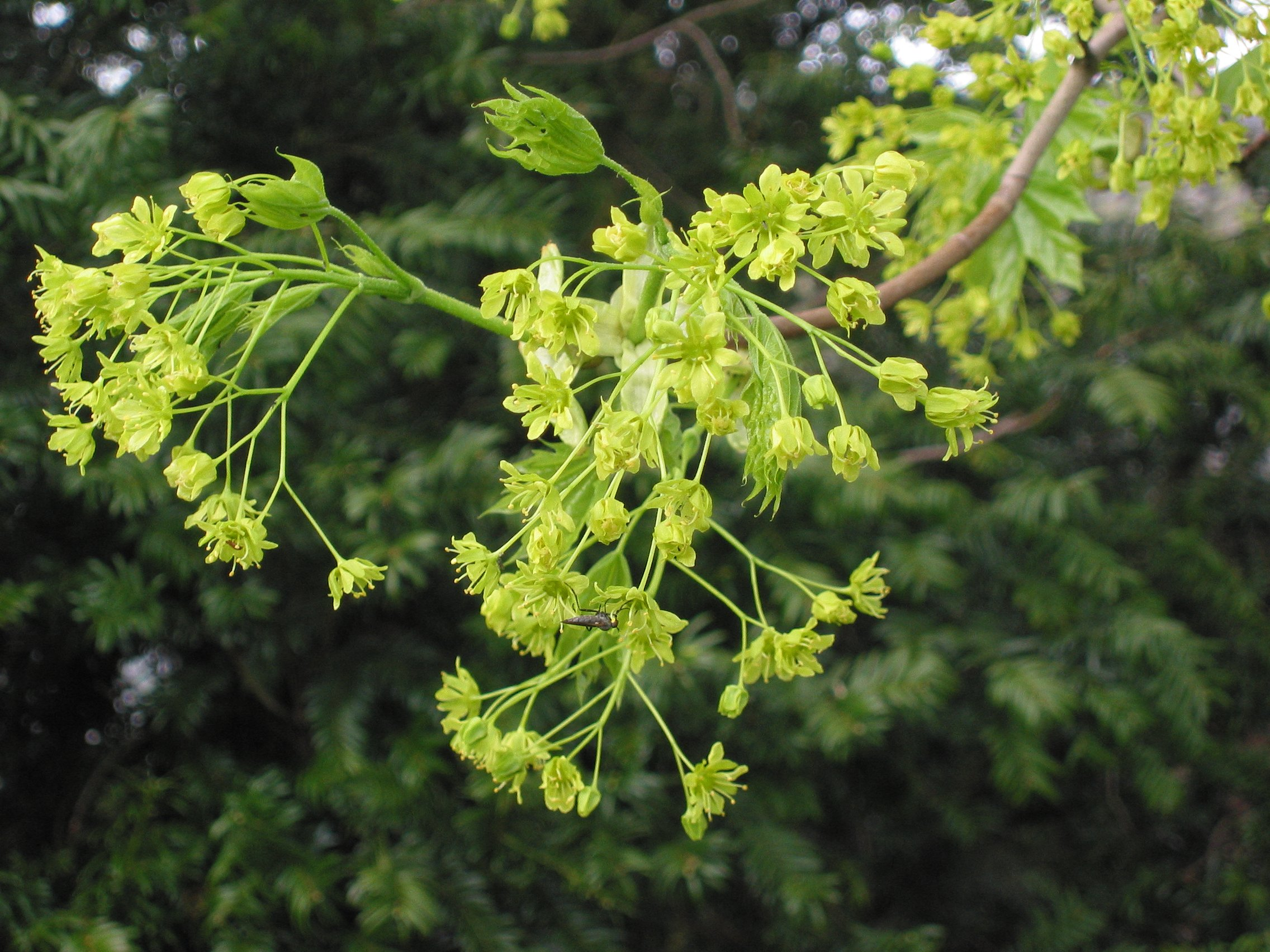
Les flors apareixen en el moment d'obrir-se les gemmes.
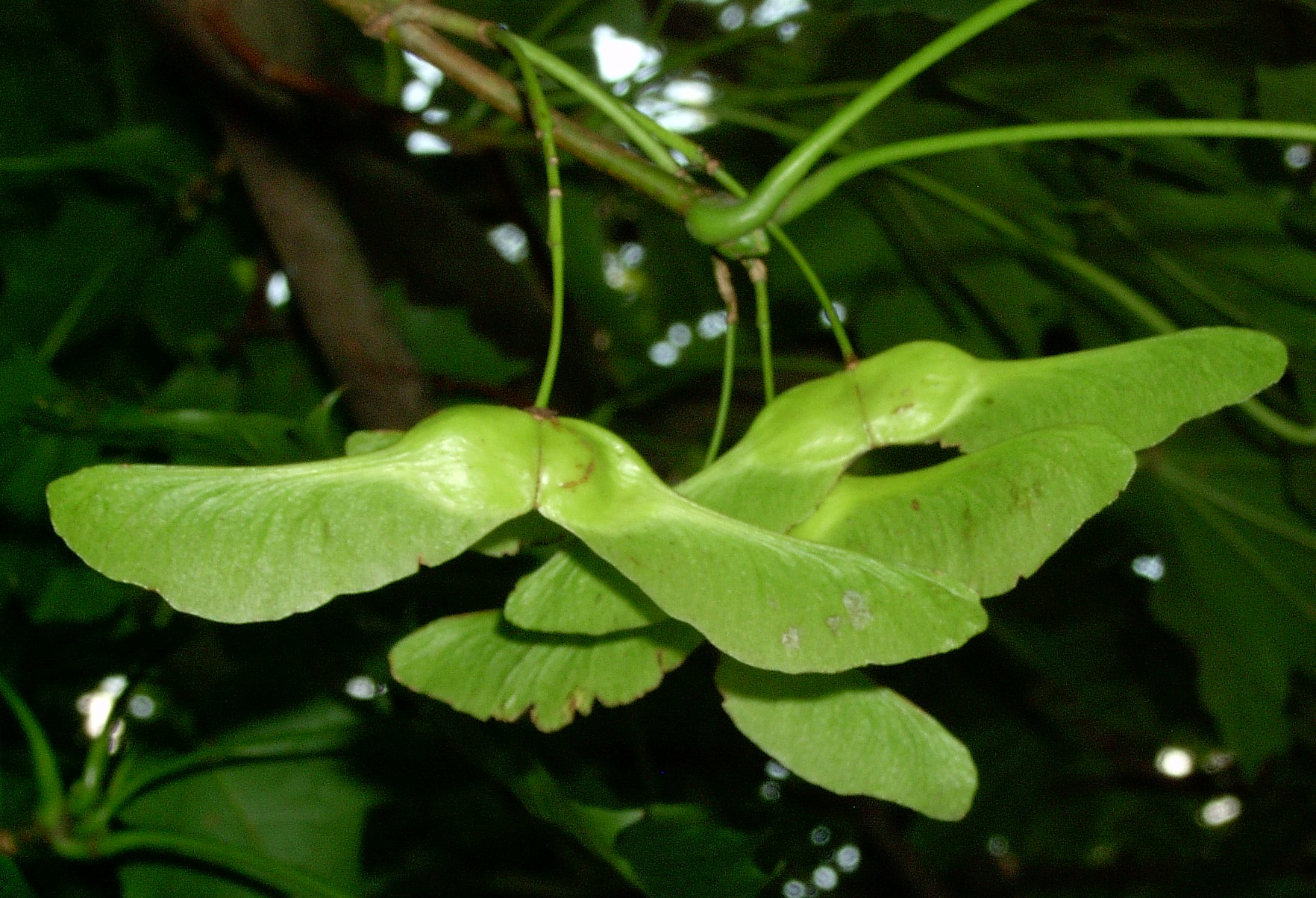
Les sàmares tenen la llavor aplanada.
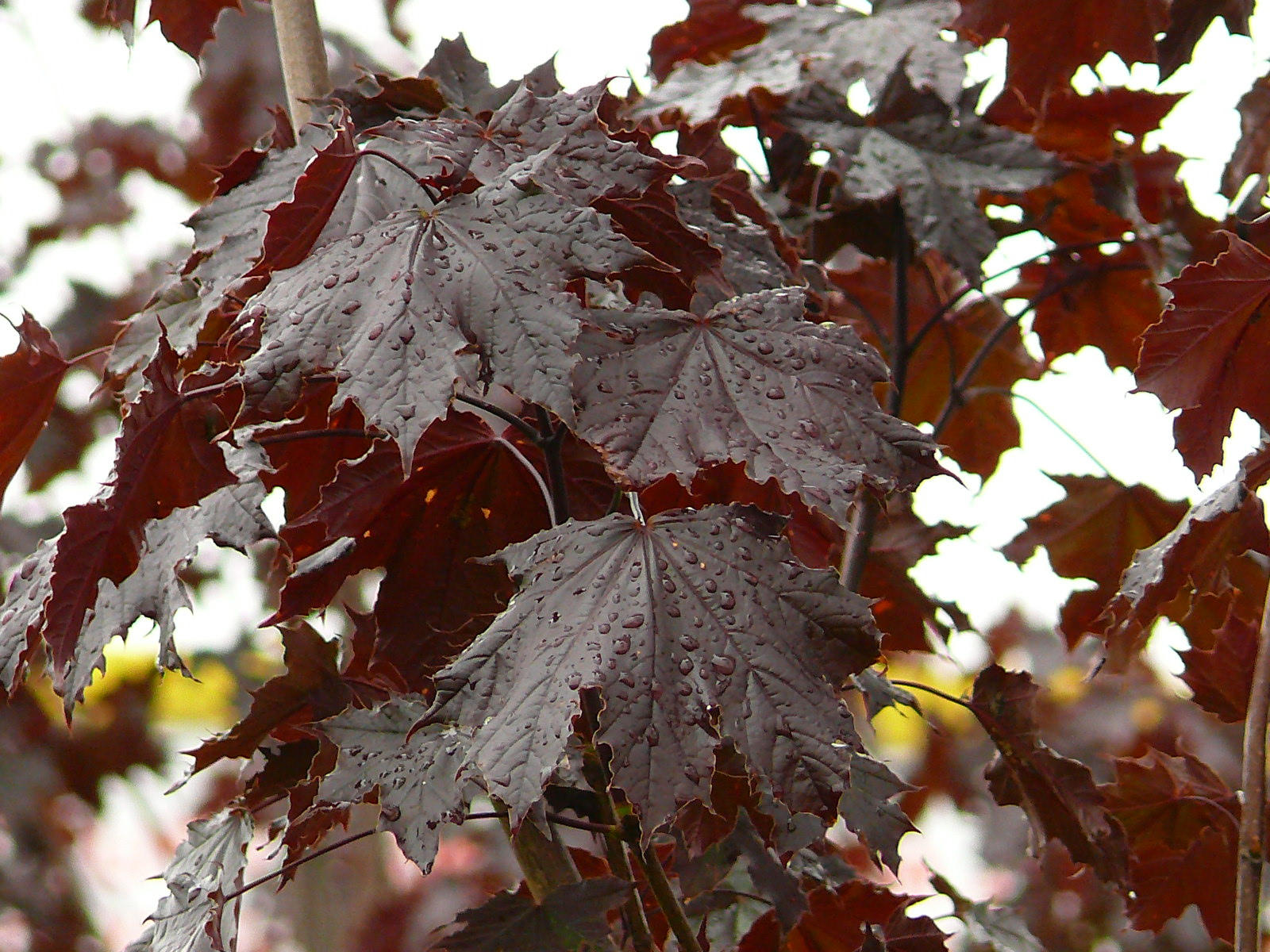
Les fulles d'algunes cultivars poden ser de color vermell purpuri.
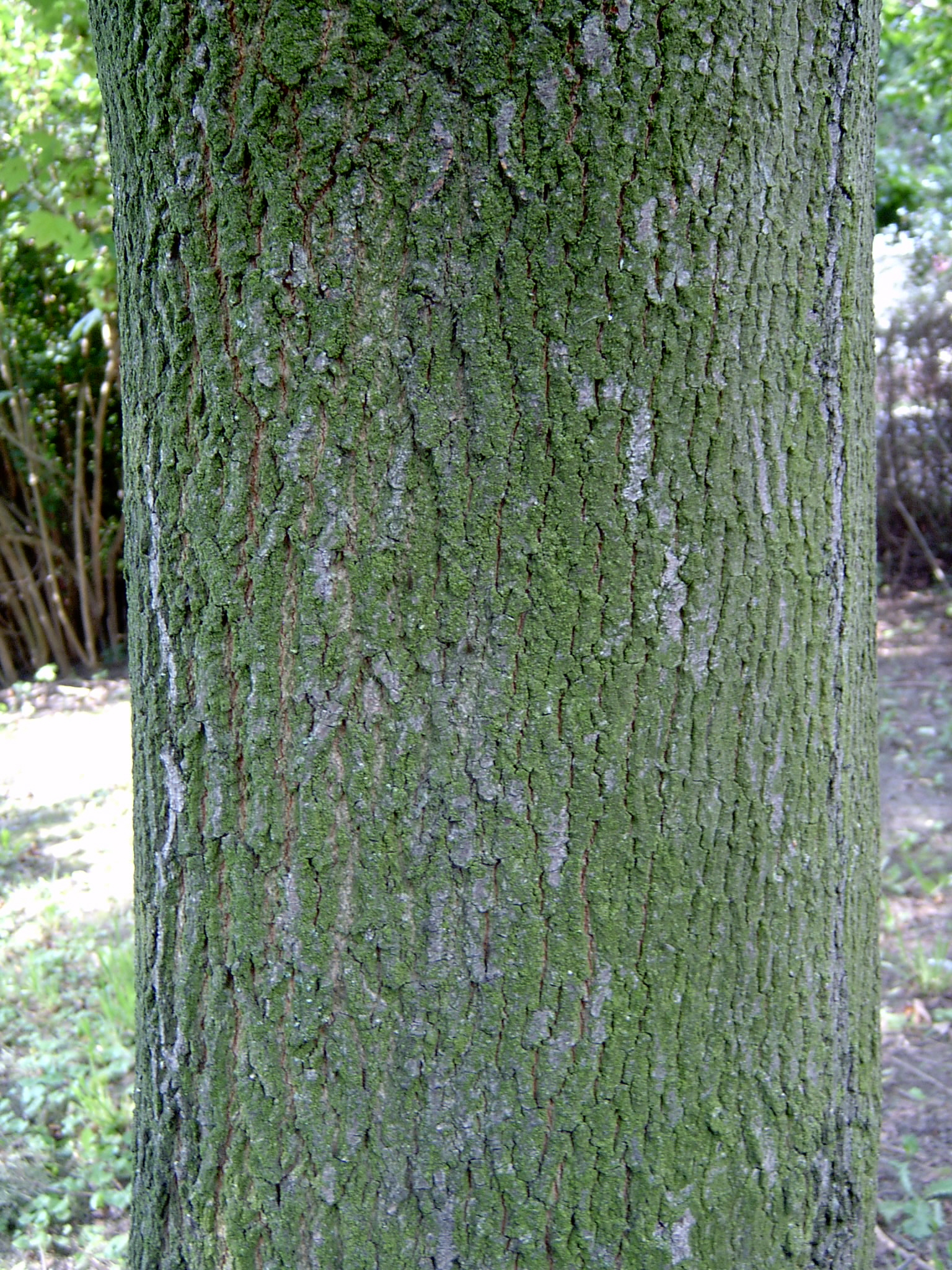
Escorça d'arbre adult.
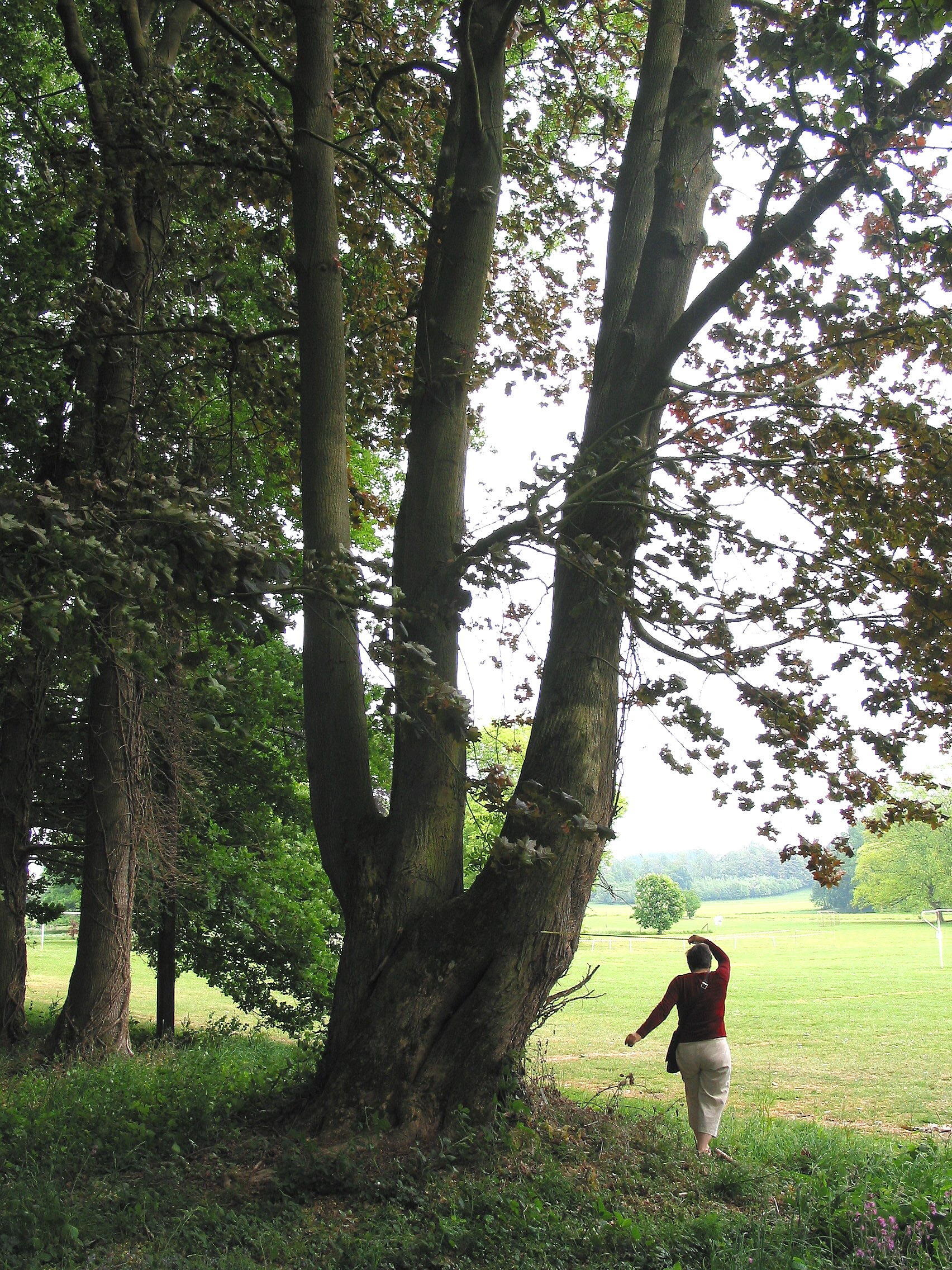
Acer platanoides cv. Schwedleri.